# Ponca

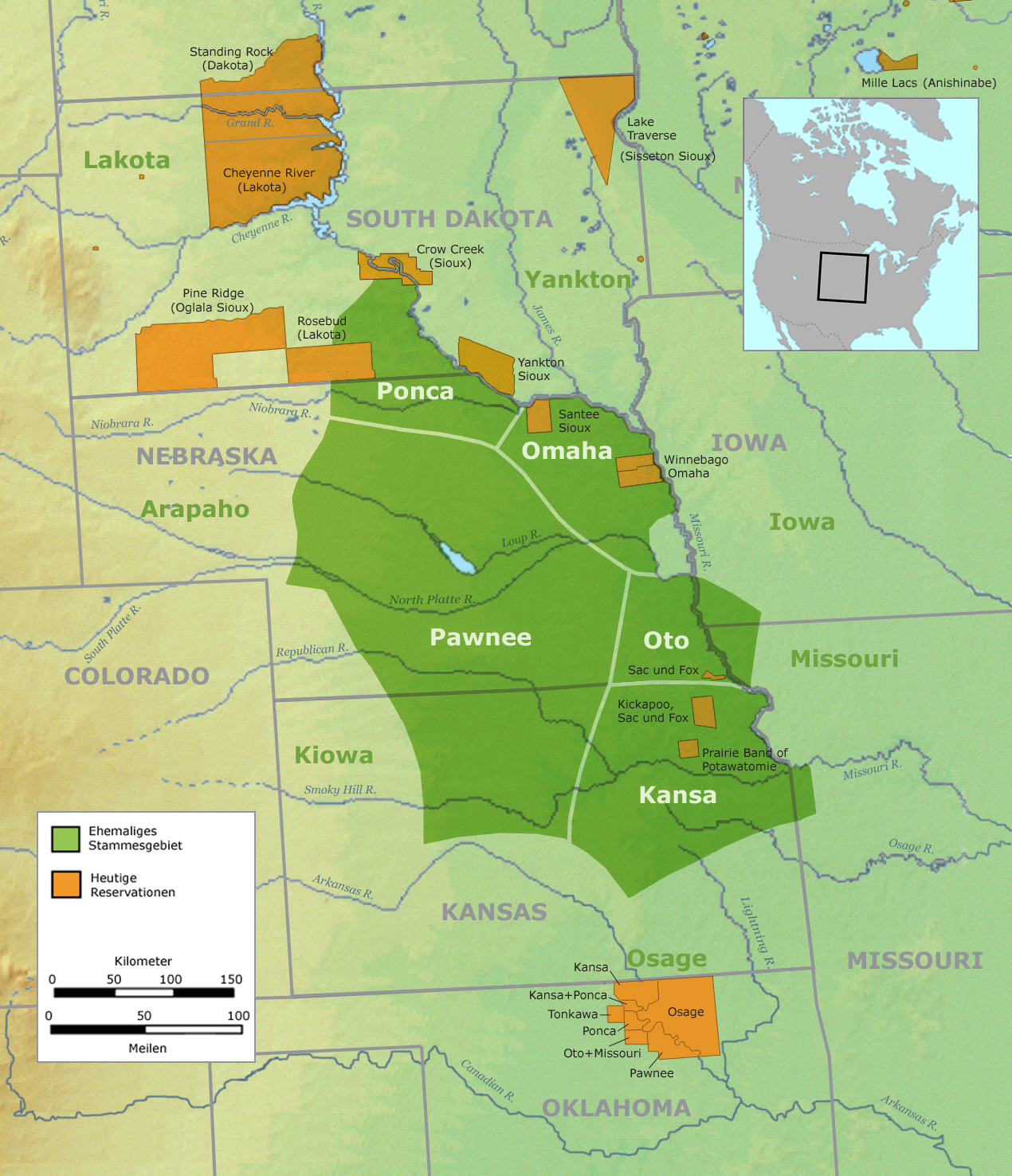
Territorio tribale dei Ponca (verde) e riserva attuale (arancione)

I Ponca sono un popolo di nativi americani di lingua siouan residenti nella regione delle Grandi Pianure. Vi sono due tribù Ponca federalmente riconosciute negli Stati Uniti: la Tribù Ponca degli indiani dell'Oklahoma, e la 
Tribù Ponca del Nebraska.
Secondo il censimento del 2010 la popolazione Ponca totale (somma delle due tribù sopra dette) è di 6.022 unità.

## Storia

### Le origini
In origine i due gruppi siouan dei Chiwere, comprendenti i Winnebago, i Missouri, gli Iowa e gli Oto e dei Dhegiha, comprendente gli Osage, i Kansa, i Ponca, gli Omaha e i Quapaw, vivevano nello stesso luogo. Poi, intorno al 1000 d.C. i due gruppi iniziarono a divergere. Gli Iowa, Oto e i Missouri si separarono dai Winnebago presso Green Bay nel Wisconsin nord-orientale e si spostarono più a sud. Gli Iowa si insediarono presso il fiume omonimo presso la sua confluenza con il Mississippi, mentre gli Oto e i Missouri proseguirono più a sud stabilendo degli insediamenti presso la confluenza del Grand e del Missouri. In seguito gli Oto si separarono dai Missouri spostandosi più a monte sul Missouri.
Il gruppo dei Dhegiha viveva lungo la valle del fiume Ohio. Poi il gruppo si spostò verso sud e verso ovest lungo la valle del Mississippi. I Quapaw si separarono dagli altri e si insediarono più a sud nell'Arkansas orientale mentre gli altri gruppi risalirono il Mississippi fino alla foce del Missouri. Questi gruppi quindi risalirono il Missouri fino alla foce del fiume Osage presso l'attuale Jefferson City. Qui gli Osage si separarono risalendo il fiume Osage e stabilendosi in quello che l'attuale Missouri orientale, mentre i Kansa si stabilirono lungo il fiume Kansas nell'attuale stato del Kansas. Gli Omaha e i Ponca continuarono a risalire il Missouri fino ad arrivare nella parte nord-orientale dell'attuale Nebraska. Secondo alcuni studiosi i suddetti spostamenti sono da attribuirsi al periodo Oneota.

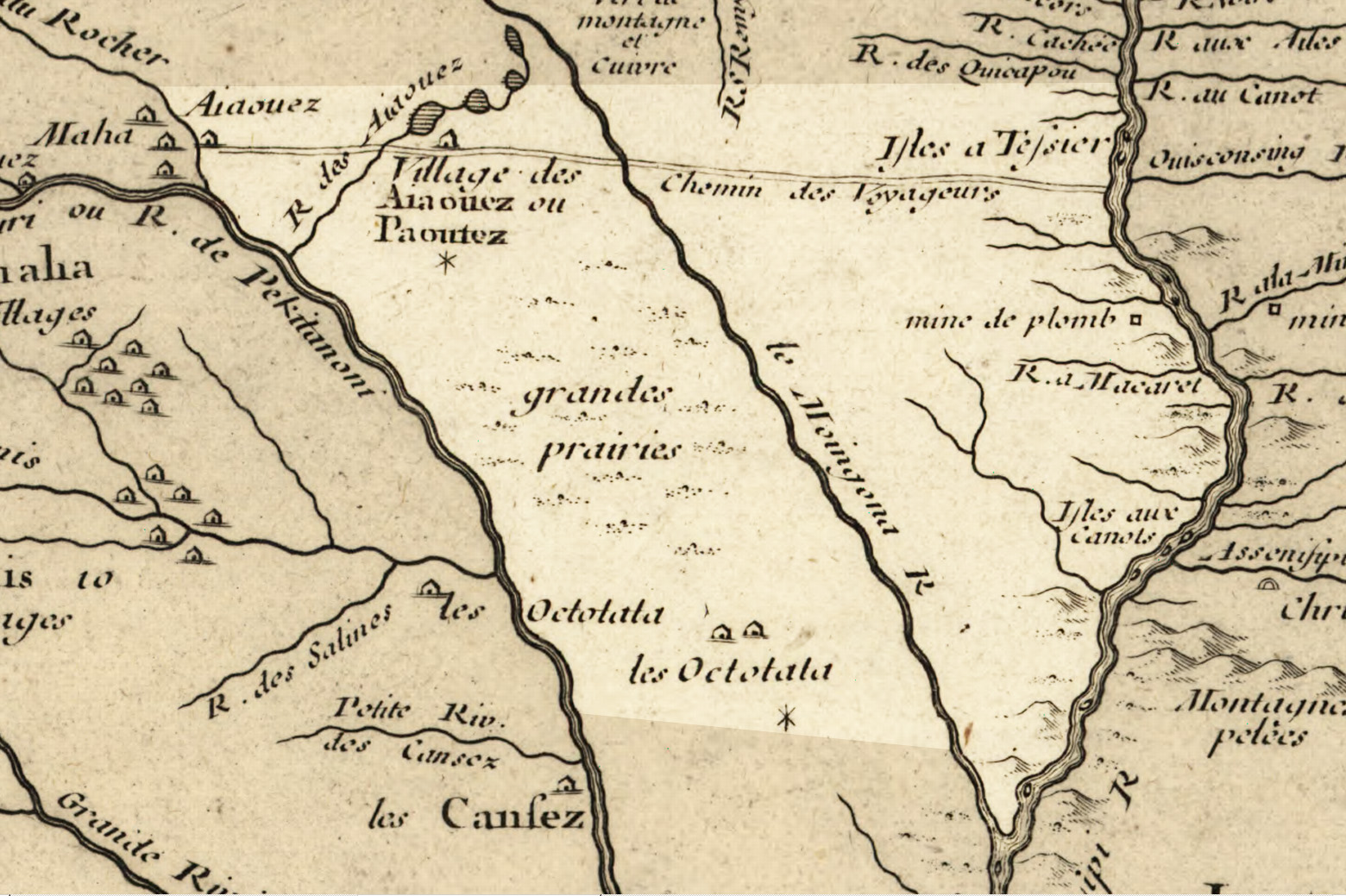
Mappa del 1718 di Guillaume de l'Isle del nord del Mississippi mostrante il luogo ove risiede la tribù Maha che corrisponde al gruppo Omaha-Ponca

Il più antico riferimento a un gruppo che può essere identificato come Ponca è del 1718, quando il cartografo francese Guillaume de l'Isle riporta in una mappa della parte nord del Missouri il luogo, ove risiede una tribù che lui chiama Maha, che corrisponde al gruppo Omaha-Ponca, allora non distinti gli uni dagli altri. In una mappa francese successiva del 1786, il nome Ponca viene indicato sopra il nome Maha e il villaggio relativo è posto lungo il Missouri, fra il Ponca Creek e il Niobrara.

### Incontro con gli europei
Il primo incontro di un europeo con i Ponca di cui si ha notizia storica è quello del commerciante francese Jean Baptiste Monier che lavorava per la corona spagnola. Questi visitò i Ponca nel 1789, ed ebbe dalla Spagna il monopolio per commerciare con i Ponca. Negli anni successivi gli scambi di merci con gli europei si fecero piuttosto intensi. Nel 1795 un altro commerciante francese, Jean Baptiste Trudeau, stabilì un trading post chiamato "Ponca House", che serviva per gli scambi non solo con i Ponca, ma anche con gli Omaha ed i Dakota. Il luogo esatto del posto di scambio non è mai stato identificato, ma dagli scritti di Trudeau esso si trovava "lungo il Missouri, alcune miglia a monte della foce del Ponca Creek". Sempre Trudeau scrive che i Ponca abitano in un villaggio a "due leghe a monte della foce del Niobrara, su una collina distante una lega dal Missouri". Si tratta con ogni probabilita del villaggio fortificato di NáNza noto come Ponca Fort.

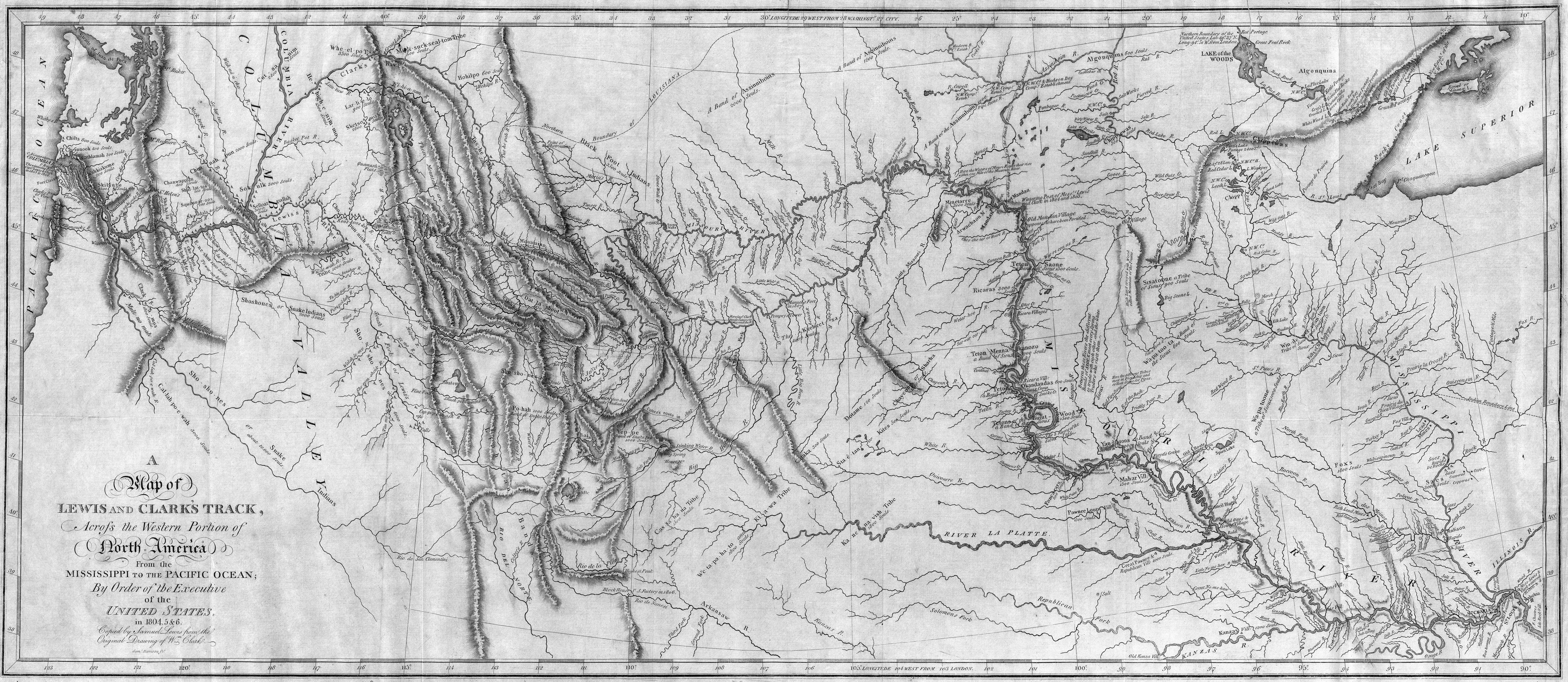
Mappa di Lewis and Clark in cui è segnata la presenza dei Ponca, chiamati qui Poncarars, in numero di 200 (Poncarars 200 Souls)

Nel settembre del 1804 i Ponca vengono visitati dalla spedizione di Lewis e Clark. Tra il 4 e il 5 settembre Clark annota la presenza di un villaggio Ponca situato sulla riva meridionale del Ponca Creek (Ponca Fort). Egli rileva anche come la nazione Ponca sia esigua di numero ("200 anime" verrà poi indicato sulla sua mappa), ma non è chiaro se questo numero dipenda dal fatto che, data la stagione, la maggioranza degli uomini era partita per la caccia ai bisonti, o se questo sia dovuto all'epidemia di vaiolo che aveva colpito nell'inverno fra il 1800 e il 1801 tutte le popolazioni indiane poste intorno al Missouri.

### I quattro trattati con gli Stati Uniti
Nel 1817 i Ponca firmarono un trattato di "pace perpetua e amicizia" con gli Stati Uniti. Nel 1825 venne firmato un secondo trattato per regolare gli scambi commerciali. Nel 1858 i Ponca firmarono un trattato con il quale essi cedevano gran parte della loro terra agli Stati Uniti in cambio di protezione contro le tribù ostili, ricevimento di un compenso annuo per vari anni e una serie di servizi quali realizzazione di case, scuole, forniture di attrezzi ed altro. Il resto del territorio non ceduto, situato fra il fiume Niobrara e il Ponca Creek, diventava la riserva definitiva dei Ponca. Infine con un quarto trattato firmato nel marzo del 1865, la suddetta riserva viene spostata verso sud-est, rimanendo quindi compresa fra il Ponca Creek, il Missouri e il Niobrara. Lo stesso trattato prevede anche la cessione ai Ponca delle isole, lungo il Niobrara, che si trovano di fronte alla nuova riserva. La riserva suddetta aveva una superficie di circa 96.000 acri.
Nel 1868 gli Stati Uniti firmarono il trattato di Fort Laramie con i Lakota e i loro alleati. Questo trattato metteva fine a un conflitto, chiamato successivamente Guerra di Nuvola Rossa, fra l'esercito statunitense e alcune tribù Lakota, Cheyenne e Arapaho per il controllo del Powder River. Il trattato prevedeva la creazione di una Grande riserva Sioux costituita dalla parte dell'attuale Dakota del Sud situata a ovest del fiume Missouri, più una parte del Nebraska costituito da un'area corrispondente all'incirca all'attuale Contea di Boyd. In questo modo la Grande riserva Sioux comprendeva al suo interno l'area della riserva assegnata nel 1865 ai Ponca creando quindi un conflitto fra le due tribù indiane.

### La rimozione

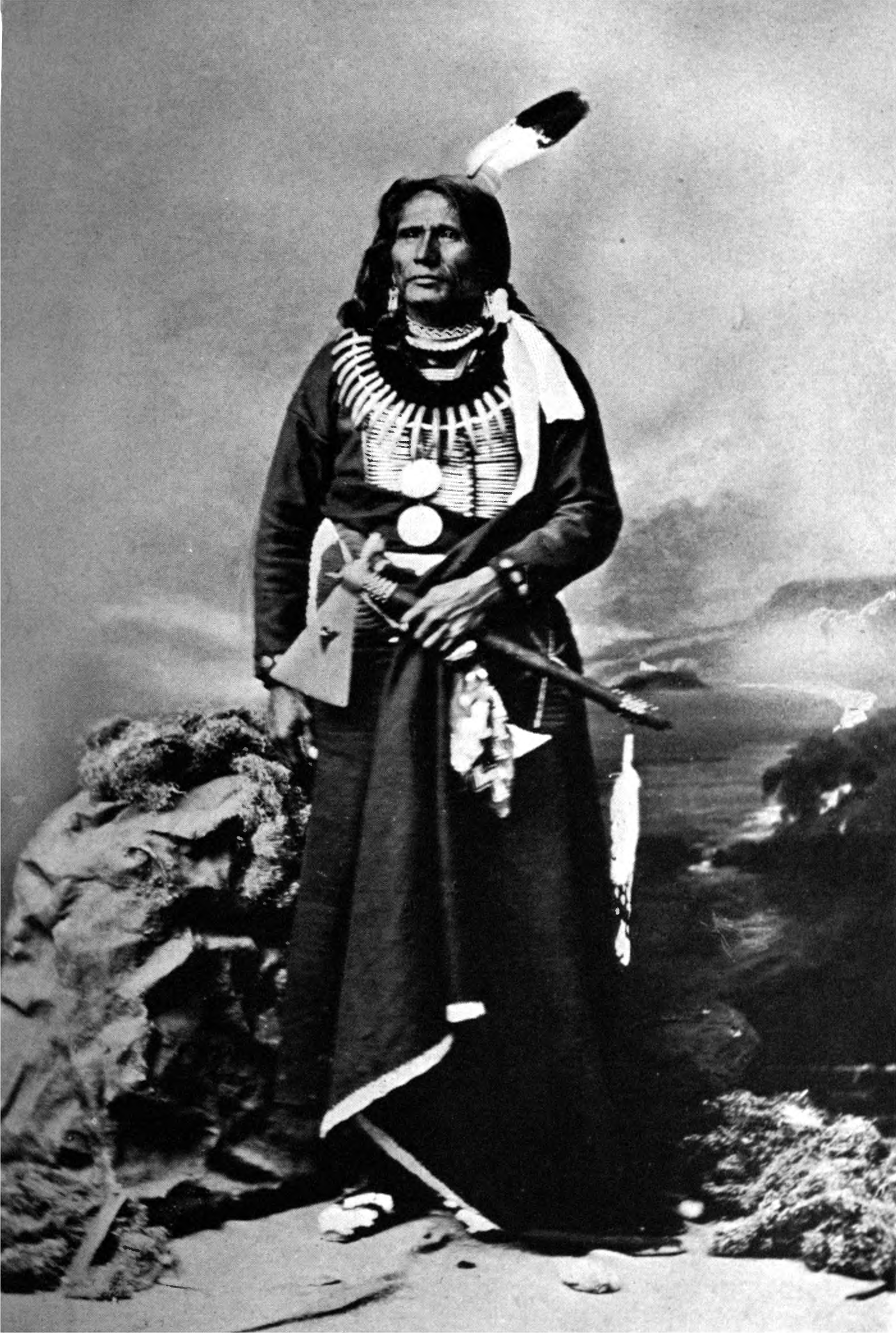
Capo Ponca Standing Bear, 1877

Negli anni successivi al suddetto trattato, la situazione dei Ponca, sottoposti ai continui attacchi dei Lakota, si fece sempre più difficile. Nel settembre del 1875 il nuovo agente indiano, Arthur J. Carrier, incontrò il capo supremo dei Ponca Standing Bear (Orso in Piedi) e lo convinse a firmare un documento in cui egli acconsentiva allo spostamento della sua tribù nel Territorio indiano. Nel gennaio del 1877 l'ispettore indiano Edward C. Kemble venne inviato presso i Ponca per gestire la rimozione degli indiani. Kemble concordò con i Ponca la formazione di una delegazione che si sarebbe recata nei territori indiani per individuare il sito della nuova riserva. L'idea di base di Kemble era quella di favorire la vendita da parte degli Osage di una parte della loro riserva ai Ponca. Purtroppo, senza un'adeguata preparazione, la visita si risolse in un totale fallimento. La maggior parte dei capi Osage, e il loro agente, non erano in loco, e i territori mostrati ai Ponca non riscossero la loro approvazione. Il 15 febbraio il gruppo ripartì verso nord dirigendosi nella riserva Kaw nel nord dell'Oklahoma, per vedere se lì poteva essere individuato un sito di interesse dei Ponca. Essendo stato giudicato negativamente anche questo sito, Kemble condusse il gruppo ad Arkansas City, chiedendo istruzioni alla commissione per gli affari indiani di Washington. Standing Bear e gli altri leader della delegazione volevano tornare alla loro riserva e nonostante la forte opposizione di Kemble, il 21 febbraio partirono verso nord lasciando ad Arkansas City solo due capi più anziani e malati che non avrebbero potuto sostenere il viaggio di ritorno. Il viaggio fu estremamente difficoltoso in quanto era pieno inverno e non avevano né soldi, né viveri, né coperte per coprirsi durante la notte. Il 2 aprile 1877 dopo un viaggio di circa mille miglia a piedi Standing Bear e gli altri capi rientrarono alla riserva Ponca presso il Niobrara.
Nel frattempo Kemble aveva ricevuto l'ordine di rimuovere i Ponca portandoli nel Territorio indiano, ricorrendo, se necessario, all'esercito. Egli si recò quindi nuovamente sul Niobrara in aprile e convinse 170 membri della tribù a seguirlo al sud. Né Standing Bear, né nessuno dei principali capi Ponca lo seguirono, anzi Standing Bear protestò al punto che venne arrestato e portato a Fort Randall per essere rilasciato pochi giorni dopo.
In maggio venne inviato da Washington un nuovo agente, l'ex maggiore unionista, E. A. Hovard, con il compito di gestire la rimozione della parte rimante della tribù Ponca. Il 21 maggio i Ponca sotto la minaccia dei soldati, partirono dal Niobrara alla volta della riserva Quapaw nella parte estrema dell'Oklahoma nord-orientale. Dopo un viaggio estremamente difficoltoso a causa delle condizioni del tempo, il 9 luglio 1877 i Ponca giunsero nella riserva Quapaw. Durante il viaggio molti Ponca erano morti, fra cui la figlia di Orso in Piedi, Fiore della Prateria. In agosto 1877 la tribù Ponca situata nella riserva Quapaw contava 681 persone.
La vita dei Ponca nella nuova riserva si rivelò subito molto ardua. In particolare il passaggio dal clima freddo, ma asciutto del Dakota al clima più calo da umido dell'Oklahoma produsse malattie, quali la malaria, che uccisero molti di loro. Alla fine del primo anno di permanenza nella riserva Quapaw, circa un quarto dei Ponca erano morti.
Nell'ottobre del 1877 i Ponca espressero a Hovard la richiesta di incontrare il presidente degli Stati Uniti, per presentargli le loro rimostranze sulla loro situazione. Venne quindi costituita una delegazione che incontrò il presidente Hayes nel novembre dello stesso anno. Il presidente si interessò alla situazione e promise ai Ponca che sarebbe stato loro concesso di scegliersi una nuova terra nei Territori indiani adeguata alle loro esigenze. In conseguenza di ciò nella primavera del 1878 venne individuato un nuovo sito gradito ai Ponca, che si trovava a occidente del fiume Arkansas, e in particolare fra questo e il fiume Chikaskia.
Nel mese di luglio 1878 i Ponca lasciarono la riserva Quapaw e si spostarono, a piedi, nel nuovo sito individuato. Lo loro privazioni non erano però finite. Infatti a causa degli spostamenti degli ultimi due anni non avevano potuto effettuare grandi raccolti e i viveri e le medicine che doveva fornire l'agenzia indiana tardarono ad arrivare, anche per un ulteriore avvicendamento dell'agente incaricato. Inoltre molti di loro erano ancora ammalati dalla stagione precedente, e quando venne il freddo molti Ponca morirono. Fra questi anche l'ultimo figlio di Orso in Piedi, Bear Shield che morì nel dicembre del 1878.
Nel gennaio 1879, Orso in Piedi, che aveva promesso al figlio in punto di morte che lo avrebbe seppellito nelle loro terre ancestrali sul Niobrara, partì verso il nord seguito da 65 membri del suo clan. Seguendo un percorso lontano da insediamenti abitati e posti presidiati dai soldati il gruppo giunse nella Riserva Omaha nel Nebraska orientale il 4 marzo 1879. La notizia della presenza di Orso in Piedi presso gli Omaha giunse a Washington, dove il mistro degli Interni Schurz fece telegrafare al generale Crook di stanza a Omaha di arrestare Orso in Piedi e riportarlo nel Territorio Indiano. Orso in Piedi e i suoi compagni furono quindi portati a Fort Omaha il 27 marzo.

### Il processo di Orso in Piedi e sue conseguenze

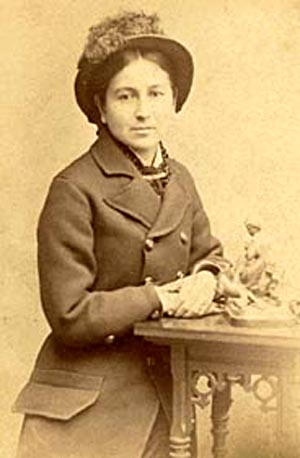
Susette La Flesche

Durante la permanenza dei Ponca a Fort Omaha, il generale Crook si interesso della sorte dei prigionieri e parlando con Orso in Piedi comprese la profonda ingiustizia di cui essi erano vittime. Egli ne parlò con il giornalista Thomas Henry Tibbles dell'Omaha Daily Herald, che era un ardente simpatizzante degli indiani. Tribbles fece in modo che la storia fosse divulgata e con l'aiuto di due avvocati, John L. Webster, un giovane avvocato di Omaha, e A. J. Poppleton, capo dell'ufficio legale della Union Pacific Railroad, imbastirono un'azione giudiziaria contro il governo sulla base del Quattordicesimo emendamento. In funzione di questo il giudice 
Elmer Scipio Dundy della Corte distrettuale del Nebraska emise una richiesta di Habeas corpus nei confronti del generale Crook chiedendo di portare i proigioni in tribunale e dimostrare in base a quale capo autorità erano detenuti.
Il processo venne tenuto a Lincoln e iniziò il 1 maggio 1879. A supportare Orso in Piedi nel processo, che non parlava inglese, fu chiamata Susette La Flesche, figlia del capo Omaha Joseph LaFlesche, che aveva studiato alle scuole superiori del New Jersey, e all'epoca collaborava con Thomas Tibbles che diventò successivamente suo marito.
La sentenza venne emessa il 12 maggio 1879. Essa stabiliva che "un indiano è una persona ai sensi dell'habeas corpus" e ha pertanto il diritto di citare in giudizio chiunque quando la sua libertà viene limitata in violazione della costituzione o delle leggi degli Stati Uniti, che il diritto di espatrio è un diritto inalienabile, e che in tempo di pace non vi era nessuna autorità civile o militare che potesse disporre lo spostamento degli indiani senza il loro consenso. In base a questa sentenza Orso in Piedi a gli altri Ponca vennero rilasciati.
Questa sentenza, se da un lato segnò un punto di svolta nel riconoscimento dei diritti del popoli indiano, dall'altro costituì un elemento di divisione nella nazione Ponca, che portò poi alla separazione in due di essi. Infatti a seguito della sentenza vi fu un notevole fermento fra i Ponca rimasti nel territorio indiano, in quanto alcuni di essi, volevano tornare nello loro terre in Dakota, mentre altri volevano restare nel territorio che avevano scelto presso l'Arkansas, e in cui avevano iniziato a ricostruire una loro vita sociale. Tale situazione non era ben vista dalla commissione indiana che la interpretava con un elemento di destabilizzazione. Pertanto, anche su loro pressione, il presidente Hayes il 18 dicembre 1880 nominò una commissione che aveva il compito di accertare i fatti relativamente alla rimozione dei Ponca del 1877, e alla loro situazione attuale. La commissione, dopo aver indagato sulle condizioni dei Ponca, sia nel territorio indiano, che nel Dakota, presento il proprio rapporto al presidente nel gennaio del 1881. In questo rapporto risultò evidente che le esigenze dei due gruppi Ponca, quello rimasto nei territori indiani (circa 520 persone) e quello che era ritornato sul Niobrara in Dakota (circa 170 persone), erano diverse, in quanto ciascuno desiderava restare dove si trovava in quel momento.
Il 3 marzo 1881 il Congresso, sulla base del suddetto rapporto e delle raccomandazioni del presidente, approvò una legge che prevedeva:
- un indennizzo di 165.000 $ ai Ponca come rimborso della perdita della loro riserva originaria nel Nebraska;
- una somma di 50.000 $ per l'acquisto di 101.894,31 acri in Territorio indiano da destinare alla riserva permanente nel sito già da loro individuato;
- altre somme per usi vari quali: acquisto bovini e animali da soma, costruzione di case per abitazione per i Poncas del Dakota, attrezzi agricoli e sementi, per fini scolastici;
- come ulteriore indennizzo la messa in sicurezza dei terreni in possesso individuale a quei membri della Ponca Tribù che vivevano sulla precedente riserva in Dakota.

Da quel momento la storia dei due gruppi Ponca seguì due percorsi diversi. I Ponca che erano tornati nei loro terreni ancestrali del Dakota/Nebraska, che inizialmente erano noti come Ponka del Dakota, verranno poi chiamati Tribù Ponca del Nebraska, e quelli che avevano accettato lo spostamento nei Territori indiani, saranno noti come Tribù Ponca degli indiani dell'Oklahoma.